# Hebridponny
Hebridponny, även kallad Barraponny, var en hästras, utvecklad från keltiska hästar på ögruppen Hebriderna utanför Skottlands kust, men rasen dog ut under 1970-talet. Den var en mycket tålig och härdad ponny som hade ett naturligt skydd mot väder och vind. Idag finns fortfarande en släkting till Hebridponnyn, kallad Eriskayponny, som fortfarande lever i halvvilt tillstånd på öarna. 

## Historia
Hebridponnyn var tillsammans med Eriskayponnyn, inhemska ponnyer som härstammade från de keltiska hästar som hamnade på öarna. Medan Eriskayponnyn användes mycket av människan blev inte Hebridponnyerna speciellt populära utan levde vilt på öarna i stora flockar. 
Under mekaniseringen av jordbruken under 1970-talet försvann Hebridponnyn helt och ersattes totalt av Eriskayponnyn som då var kritiskt utrotningshotad med enbart 20 exemplar. Men med hårt arbete har Eriskayponnyn räddats och kallas ibland även för Hebridponny då de i grund och botten var samma ras.   

## Egenskaper
Hebridponnyn ansågs vara lite vildare och lite mer opålitlig än sina släktingar Eriskay vilket troligtvis är en anledning till att de aldrig blev lika populära som Eriskayponnyerna. En del ponnyer fångades dock in och var utmärkta transportdjur. 
Ponnyerna hade utvecklat en tjock och vattenavvisande päls och de stora näsborrarna värmde upp luften innan den passerade ner i lungorna. Precis som Eriskayhästen föddes de flesta hästar bruna eller svarta men blektes med åren till grå eller vita, ett fenomen som kallas avblekbar skimmel. 
Man tror att ponnyerna såg snarlika ut i exteriören också med typiska ponnydrag som stora huvuden, små öron, stora ögon och kort ben. 